# Maria Carolina de Borbó-Dues Sicílies (comtessa de Montemolín)
Maria Carolina de Borbó-Dues Sicílies, comtessa de Montemolín (Nàpols 1820 - Trieste 1861). Princesa de les Dues Sicílies amb el tractament d'altesa reial que contragué matrimoni amb el segon cap de la causa carlista, el comte de Montemolín.
Nascuda a Nàpols el dia 29 de novembre de 1820 essent filla del rei Francesc I de les Dues Sicílies i de la infanta Maria Isabel d'Espanya. Maria Carolina fou neta per via paterna del rei Ferran I de les Dues Sicílies i de l'arxiduquessa Maria Carolina d'Àustria; mentre que per via materna ho era del rei Carles IV d'Espanya i de la princesa Maria Lluïsa de Borbó-Parma.
Contragué matrimoni el dia 10 de juliol de 1850 al Palau Reial de Caserta amb l'infant Carles Lluís de Borbó i de Bragança, fill de l'infant Carles Maria Isidre de Borbó i de la infanta Maria Francesca de Portugal. Maria Carolina i Joan eren cosins germans i necessitaren, per contraure matrimoni, la dispensa papal. La parella no tingué descendència.
Al contraure matrimoni amb un infant d'Espanya pertanyent a la branca carlista oposada a la reina Isabel II d'Espanya, Maria Carolina hagué de viure a l'exili. Àustria, tradicional partidaris dels carlistes, acollí a la parella que s'establí a la localitat marinera de Trieste on moriren amb un dia de diferència el mes de gener de 1861.
A la mort de Carles Lluís, la causa carlista fou liderada pel comte de Montizon, l'infant Joan Carles de Borbó i de Bragança. Maria Carolina morí mesos abans de la caiguda de la monarquia dels Borbó de les Dues Sicílies i mesos després de la constitució del primer regne d'Itàlia.